# Osjessluis
De Osjessluis was een stenen vaste brug in Amsterdam-Centrum.
De brug is al te zien op de kaart van Cornelis Anthonisz. uit circa 1538. De brug is gelegen in de Kalverstraat en overspant het Spui. Op een vervolgkaart van dezelfde man is een brug met bebouwing erop te zien. Hetzelfde geldt voor de kaart van Pieter Bast uit circa 1599. Balthasar Florisz. van Berckenrode kwam in 1625 met een stenen welfbrug met bebouwing op het westelijke landhoofd, een "Osse Sluys" over "’t Speuy". Toen stadsarchitect Daniël Stalpaert zijn plattegrond afgaf rond 1662 is de brug weer smaller en ontbreekt de bebouwing; het is een “kale brug” geworden. Frederik de Wit volgde hem daarin met zijn kaart van 1688 (nummer 170). De voorloper van het gebouw van Arti et Amicitiae stond toen ook nog direct aan het water. De brug verdween in 1882 toen het Spui gedempt werd en hij overbodig werd. Niet veel later reden op het Spui en dus dwars over de restanten van de brug de eerste elektrische trams.
In 1958 kwam de brug ineens weer aan de oppervlakte. Tijdens vernieuwingen van het rioolsysteem rond het Spui stuitte de bouwvakkers op de nog steeds stevige muren van de brug. Ze werden na onderzoek vernield voor de aanleg van het riool. De restanten van de brug bevinden zich nog steeds onder het wegdek.
De brug dankte haar naam aan de ossenmarkt die ter plaatse van de Kalverstraat tot aan de Munt gehouden werd.

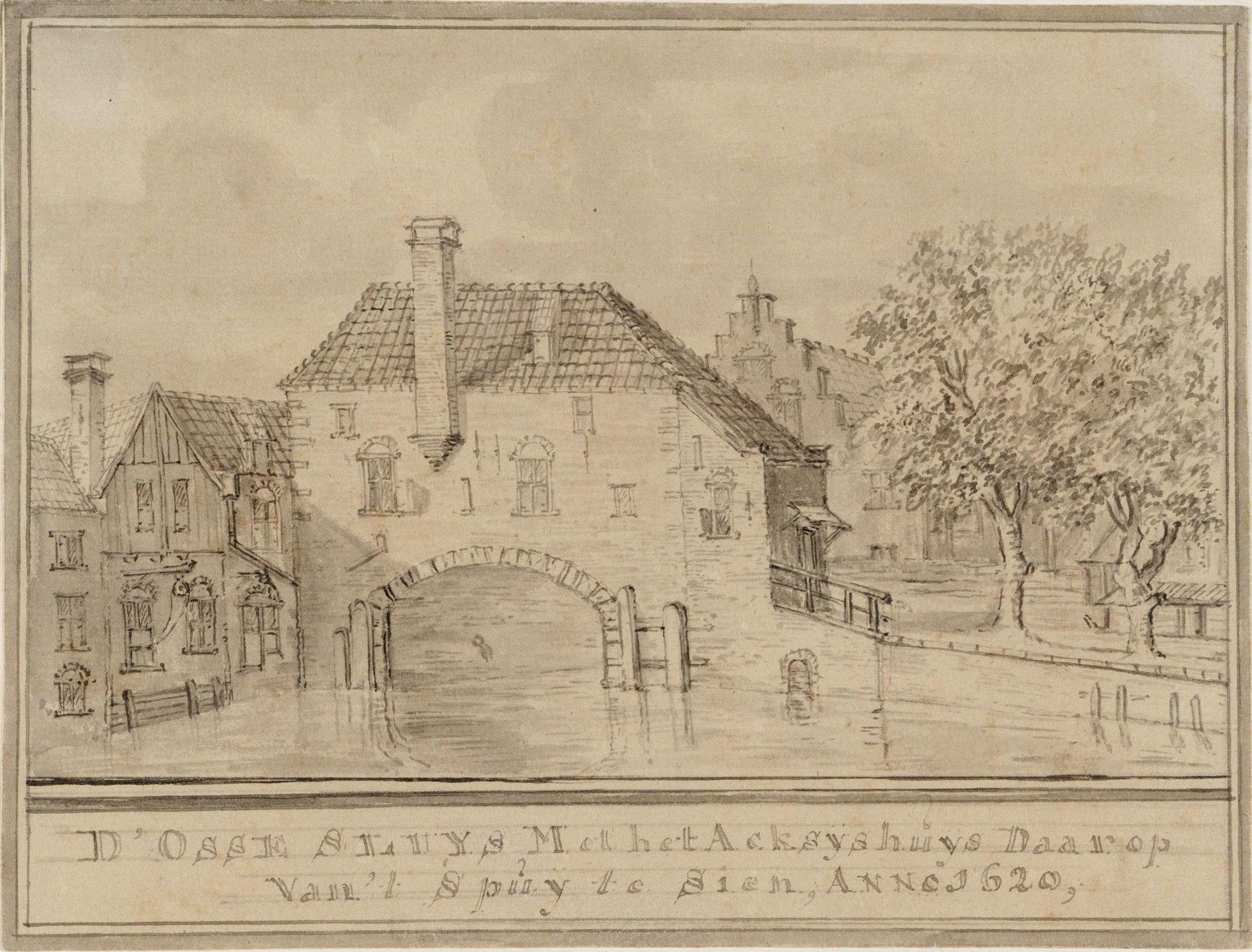
De brug in circa 1620 door Jacobus Stellingwerff
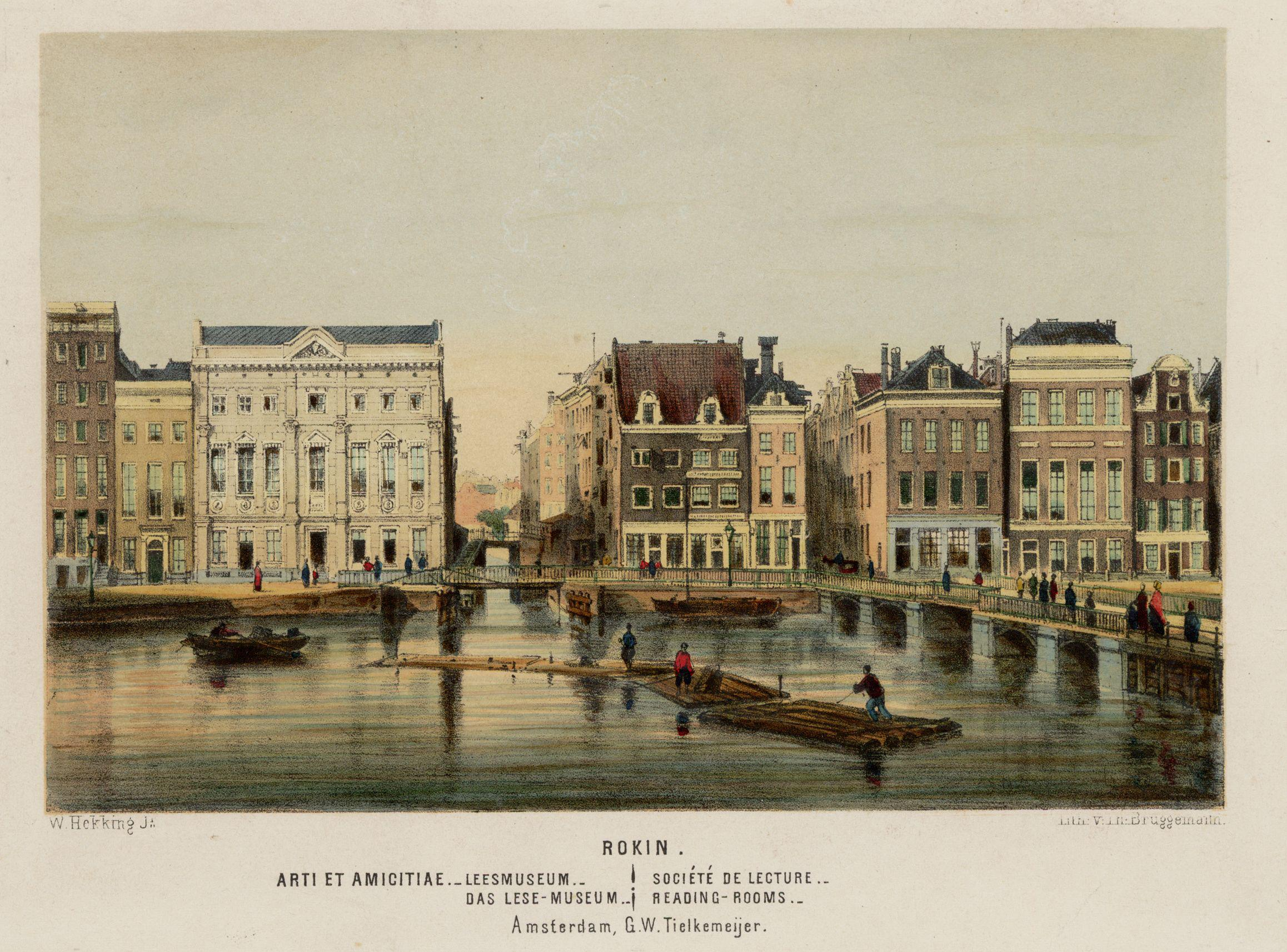
Zicht naar het Spui vanaf het Rokin; de tweede “hoge” smalle brug is de Osjessluis door Willem Hekking
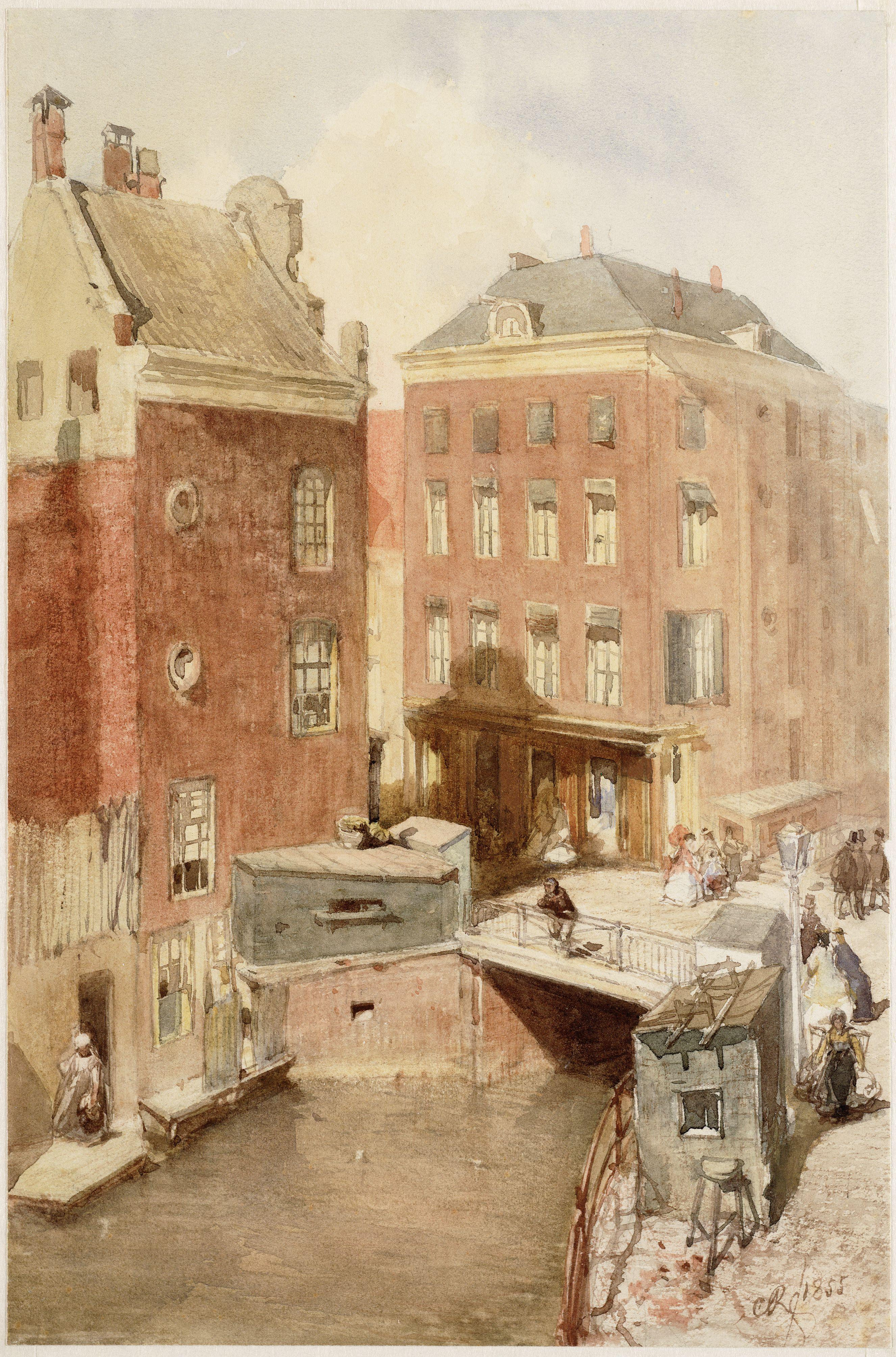
De brug op een aquarel van Charles Rochussen uit 1855
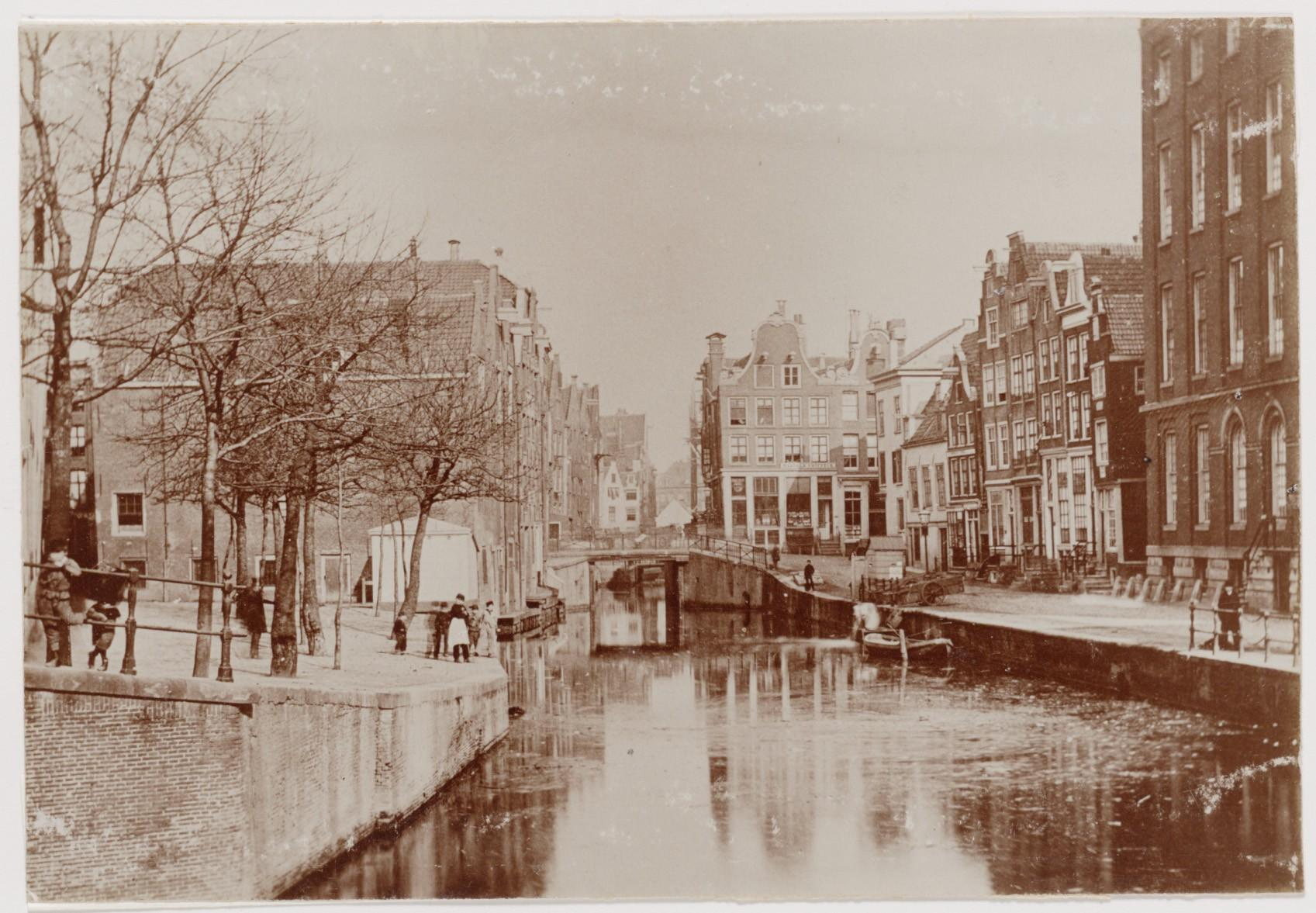
De brug door Pieter Oosterhuis